# بيتر مايكل جويتز
بيتر مايكل جويتز (بالإنجليزية: Peter Michael Goetz)‏ هو ممثل أمريكي، ولد في 10 ديسمبر 1941 في الولايات المتحدة.

## أعمال

### أفلام
- (1986) حياة كينج كونج[3][4]
- (1991) فتاتي[5]

### مسلسلات
- بنات غيلمور
- تحسين المنزل

## وصلات خارجية
- بيتر مايكل جويتز على موقع IMDb (الإنجليزية)
- بيتر مايكل جويتز على موقع ألو سيني (الفرنسية)
- بيتر مايكل جويتز على موقع ميوزك برينز (الإنجليزية)
- بيتر مايكل جويتز على موقع أول موفي (الإنجليزية)
- بيتر مايكل جويتز على موقع قاعدة بيانات برودواي على الإنترنت (الإنجليزية)
- بيتر مايكل جويتز على موقع قاعدة بيانات الأفلام السويدية (السويدية)
- بيتر مايكل جويتز على موقع إن إن دي بي (الإنجليزية)
- بيتر مايكل جويتز على موقع ديسكوغز (الإنجليزية)
- بيتر مايكل جويتز على موقع قاعدة بيانات الفيلم (الإنجليزية)
- بيتر مايكل جويتز على موقع كينوبويسك (الروسية)